# Ryoichi Kawakatsu
Ryoichi Kawakatsu (川勝 良一, Kawakatsu Ryoichi, Kyoto, 5 april 1958) is een Japans voormalig voetballer die als middenvelder speelde.

## Clubcarrière
In 1977 ging Kawakatsu naar de Hosei University, waar hij in het schoolteam voetbalde. Nadat hij in 1981 afstudeerde, ging Kawakatsu spelen voor Toshiba. Kawakatsu veroverde er in 1981 de JSL Cup. Hij tekende in 1983 bij Yomiuri. Met deze club werd hij in 1983, 1984 en 1986/87 kampioen van Japan. Kawakatsu veroverde er in 1984, 1986 en 1987 de Beker van de keizer en in 1985 de JSL Cup. Hij tekende in 1989 bij Kyoto Shiko. Kawakatsu speelde tussen 1989 en 1991 voor Kyoto Shiko en Tokyo Gas. Kawakatsu beëindigde zijn spelersloopbaan in 1991.

## Japans voetbalelftal
Ryoichi Kawakatsu debuteerde in 1981 in het Japans nationaal elftal en speelde 13 interlands.

## Statistieken
| Japans voetbalelftal | Japans voetbalelftal | Japans voetbalelftal |
| Jaar                 | Wed.                 | Dlp.                 |
| -------------------- | -------------------- | -------------------- |
| 1981                 | 10                   | 0                    |
| 1982                 | 3                    | 0                    |
| Totaal               | 13                   | 0                    |